# Douglaska palatset

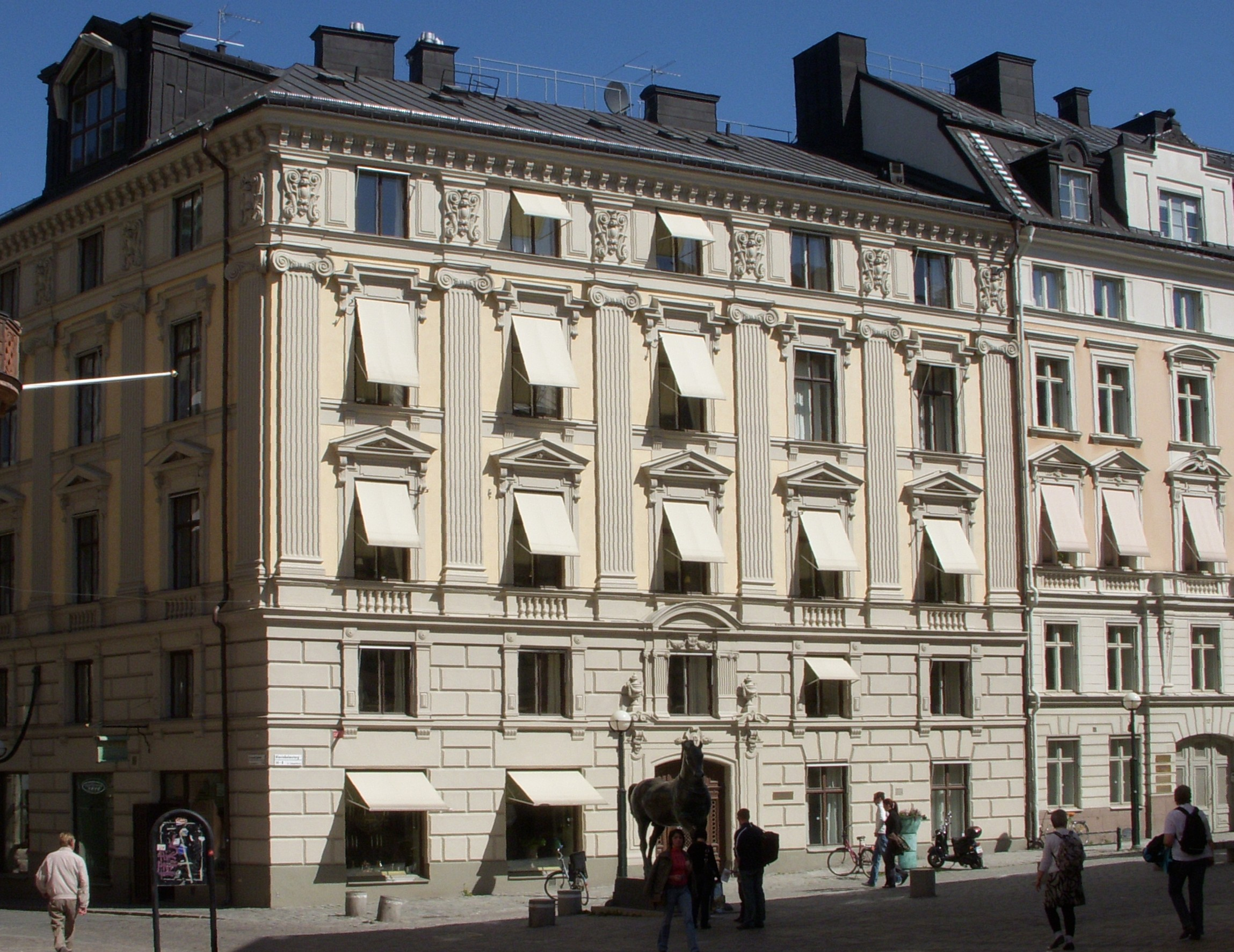
Fasaden mot Blasieholmstorg, maj 2009.

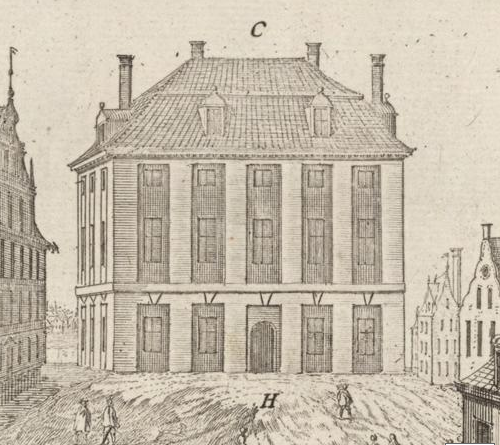
Detalj ur Jean Marots vy över Blasieholmen för Svecian efter en förlaga av Erik Dahlbergh från 1661. Den visar inte det färdiga palatset utan är troligen gjord efter de la Vallées ritning

Douglaska palatset är en byggnad i hörnet Blasieholmstorg 14 och Arsenalsgatan på Blasieholmen i Stockholm. Det började byggas efter ritningar av Jean de la Vallée men slutfördes efter ritningar av Nicodemus Tessin den äldre. Det stod klart omkring 1655.
Byggnaden har bara delvis sin ursprungliga fasadutformning kvar, 1874 ändrades fasaddekoreringen genom arkitekten Johan Fredrik Åbom. Ursprungligt bevarad är fasadens indelning i fem plan med en bottenvåning och en mezzaninvåning, båda rusticerade, och två våningar med kolossalpilastrar i fasaden, vilka bär upp en attikavåning. Fasadens indelning i fönsteraxlar är också ursprunglig, men starkare artikulerad genom 1870-talets putsdekor. Den höga bottenvåningens fasad har en kraftig, i puts utförd, kvaderstruktur. Pilastrar och putsdekorationer är  ljusgrå, medan fasaden i övrigt går i en blekgul kulör.
Nicodemus Tessin den äldre ritade också Bååtska palatset på Blasieholmen.